# Julie Adams
Julie Adams, eg. Betty May Adams, född 17 oktober 1926 i Waterloo, Iowa, död 3 februari 2019 i Los Angeles, var en amerikansk skådespelare. Hon är troligen mest känd för filmen Skräcken i Svarta lagunen.

## Biografi
Julie Adams växte upp i Arkansas och gjorde sin skådespelardebut i en skolpjäs, Hans och Greta, då hon gick i tredje klass. Hon bestämde sig tidigt för att bli skådespelerska och flyttade till Kalifornien, där hon arbetade som sekreterare tre dagar i veckan så att hon kunde försörja sig.
Sin första filmroll gjorde hon i Den blonda tornadon 1949, vilket ledde till att hon fick huvudrollen i westernfilmen The Dalton Gang senare samma år. Under en period på fem veckor medverkade hon i sex westernfilmer till.
Julie Adams är mor till regiassistenten Steve Danton (f. 1956) och filmklipparen Mitchell Danton (f. 1962) som hon fick tillsammans med skådespelaren Ray Danton. Adams och Danton träffades under filminspelningen av 1955 års äventyrsfilm Flygplan störtar.

## Filmografi i urval
- 1952 – Landet bortom bergen
- 1953 – Uppror mot lagen
- 1954 – Skräcken i Svarta lagunen
- 1955 – Högt spel i Oklahoma
- 1955 – Flygplan störtar
- 1956 – Stormbåtar till anfall
- 1957 – Mord på 10:e gatan
- 1958–1961 – Alfred Hitchcock presenterar (gästroll i TV-serie)
- 1965 – Tickle Me
- 1966–1968 – The Big Valley (TV-serie)
- 1969–1972 — The Doris Day Show (TV-serie)
- 1972–1975 – Cannon (TV-serie)
- 1975 – Psychic Killer
- 1978 – Femte våningen
- 1978 – Den otrolige Hulken (TV-serie)
- 1978 – Greatest Heroes of the Bible (Mini-serie i två delar)
- 1983–1987 – Capitol (TV-serie)
- 1987–1993 — Mord och inga visor (gästroll i TV-serie)
- 1999 – Melrose Place (gästroll i TV-serie)
- 2006 – Kalla spår (gästroll i TV-serie)